# Прусская дань (картина)
«Прусская дань» (пол. Hołd pruski — «прусский оммаж») — картина польского художника Яна Матейко. Была закончена в 1882 году и изображает вассальную присягу герцога Альбрехта Прусского польскому королю. Это стало важным событием в истории династии Ягеллонов, которое свидетельствовало о триумфе польского оружия и польской государственности.

## История полотна
Ян Матейко начал работу над картиной «Прусская дань» (другое название — «Присяга Пруссии на верность Польше») в рождественский сочельник 24 декабря 1879 года и закончил работу в 1882 году. 7 октября 1882 года, на заседании Галицийского сейма во Львове, Матейко подарил картину стране.
Картина выставлялась в Кракове, Львове, Варшаве, Берлине, Риме, Париже, Вене и Будапеште и вернулась в Краков в 1885 году.
Краков в то время входил в состав Австрии, а в Вавельском замке располагались австрийские войска. Поэтому было решено временно разместить полотно в краковских Суконных рядах. Сейчас полотно хранится в Вавельском Королевском замке. Оно выставлено в Зале Прусской дани. «Прусская дань» была впервые реставрирована в 1915 году, а затем в 1938 году. Во время Второй мировой войны полотно на короткое время перевозилось в Замосць, где было повреждено. В 1945 году прошли очередные реставрационные работы, а в 1974 году картина снова оказался в руках реставраторов, перед выставкой в Москве. Последнее реставрационные работы прошли в 2006—2008 годах.

## Сюжет и персонажи картины
10 апреля 1525 года последний великий магистр Тевтонского ордена и первый светский правитель Пруссии герцог Альбрехт Гогенцоллерн принес вассальную присягу польскому королю Сигизмунду Старому на главной площади города, Краковском Рынке.
Статичность, монументальность композиции подчеркивает торжественность момента. Великий Магистр присягает на верность Сигизмунду, стоя на коленях перед его троном и передаёт штандарт с гербом Пруссии как символ вассальной зависимости. Среди других участников действа мы видим: королеву Бону Сфорца и её сына Сигизмунда Августа, стоящего рядом со своим учителем Петром Опалинским. В некоторых героях картины легко обнаруживается портретное сходство с самим Матейко. Таковы — королевский шут Станьчик и архитектор Бартоломео Беретти, создатель часовни Сигизмунда, стоящий несколько поодаль от «эпицентра событий» (в левом нижнем углу картины).